# Église Saint-Blaise de Blodelsheim
L'église Saint-Blaise est une église paroissiale situé à Blodelsheim, dans la Collectivité européenne d’Alsace.

## Historique
Le style du porche de l’ancienne tour laisse à penser qu’il existait une église ou une chapelle au plus tard au XIIe siècle, bien que la première mention d’une paroisse de Blodelsheim ne date que de 1302,. Il n’est par ailleurs pas clairement établi s’il s’agit d’une paroisse autonome ou s’il s’agit d’une paroisse commune avec Fessenheim, dont l’église Sainte-Colombe, située entre les deux communes, aurait servi de centre. Ce n’est en effet qu’à partir de 1441 que des desservants distincts sont mentionnés pour Blodelsheim et Fessenheim.
De grands travaux portant sur l’agrandissement du chœur et la surélévation de la tour ont lieu en 1731,. Le manque d’argent semble toutefois avoir posé des problèmes d’entretien récurrents. Fermée à la Révolution, l’église est transformée en temple de la Raison le 4 novembre 1794.
Il apparaît au cours des années 1830 que l’église est à la fois en mauvais état et trop petite, non seulement du fait de l’accroissement de la population du village, mais aussi par l’afflux de pèlerins du fait de l’acquisition par le curé Philippi des reliques de saint Anicet. Les travaux d’agrandissement, estimés à environ 30 000 francs, imposent la démolition de maisons contiguës et la vente de terrains municipaux pour pouvoir les financer. Ils sont réalisés par l’entreprise Dudly d’Ensisheim sur les plans de l’architecte départemental Grivois. Le gros œuvres est achevé en 1842, mais de petits travaux d’aménagement se poursuivent par la suite, par exemple avec l’achat d’une horloge pour le clocher à la maison Schwilgué en 1845.
Le 18 septembre 1852, le village est touché par une importante inondation qui entraîne l’effondrement de plusieurs maisons et mine les fondations du clocher. Celui-ci étant devenu instable et dangereux, la préfecture ordonne sa démolition le 2 juillet 1856, opération qui est achevée en novembre. Outre la reconstruction du clocher, il faut également démonter l’orgue et refaire la partie de la nef à laquelle il était accolé. Les plans sont réalisés par l’architecte Laubser de Colmar et le coût total de l’opération, qui se déroule entre 1860 et 1861, est d’environ 35 000 francs. Dans la foulée, les deux anciennes cloches sont remplacées en 1864 par quatre cloches coulée par la fonderie Martin Perrin de Robécourt.
Trois de ces cloches, ainsi qu’une partie des tuyaux de l’orgue, sont fondus pour l’industrie de l’armement pendant la Première Guerre mondiale. Elles sont remplacées en 1923, mais leur successeures subissent le même sort en octobre 1943. L’église est également endommagée pendant les combats de février 1945 et la majeure partie des vitraux est détruite. Peu de temps après, dans la nuit du 12 au 13 août 1947, un incendie ravage le clocher, entraînant la perte de la dernière cloche, mais les pompiers parviennent à empêcher la propagation au reste de l’édifice. Le clocher est reconstruit en 1948 et de nouvelles cloches installées en 1949, puis électrifiées en 1953. Les vitraux ne sont eux remplacés qu’en 1962.

## Architecture

### État antérieur
Avant les transformations du XIXe siècle, l’église comporte une nef, un chœur polygonal orienté avec une sacristie accolée au nord et une tour-porche dans le prolongement de la nef à l’ouest. L’aspect général de cette tour n’est connu que par un relevé de 1856, juste avant sa démolition. Elle comportait un rez-de-chaussée voûté et cinq étages, les trois supérieurs datant de 1731 tandis que le reste de la tour semble considérablement plus ancien.
Il ne subsiste de l’église romane qu’une porte murée dans le mur nord de la nef. Celle-ci comprend deux simples montant rectangulaires de deux mètres de haut, sur lesquels repose un linteau en bâtière. L’aspect de taille d’origine a en partie disparu en raison d’un piquage réalisé ultérieurement, mais ce qui en subsiste montre une finition avec des lignes obliques faites à la laie plate. Le linteau est orné au centre d’une croix inscrite dans un cercle à nœuds. Deux autres cercles comportant chacun une rosette se trouvent de part et d’autre du médaillon central et les extrémités du linteau sont occupées de chaque côté par une croix surmontée d’un demi-cercle. Ce décor, qui évoque la scène de la crucifixion, rappelle d’autres linteaux datant du XIe siècle ou du XIIe siècle, par exemple ceux des églises de Dompeter, de Saint-Adelphe de Neuwiller ou encore de Sigolsheim.

### Description générale
L’accès à l’église se fait à l’ouest par une tour-porche construite en 1860. Celle-ci ouvre sur la nef du XVIIIe siècle, qui comprend deux chapelles latérales du XIXe siècle et est prolongée à l’est par un chœur polygonal datant de la campagne des années 1840.

## Mobilier
L’orgue construit par Jean André Silbermann en 1779 et restauré vers 1860, est classé au titre des objets monuments historiques depuis 1985,.